# Agrilus fairmairei
Agrilus fairmairei es una especie de insecto del género Agrilus, familia Buprestidae, orden Coleoptera.
Fue descrita científicamente por Kerremans, 1892.